# Kut
Kut (también conocida como Kut al-Imara y Kut El Amara) es una ciudad al este de Irak, en la ribera izquierda del río Tigris, a unos 160 km al sureste de Bagdad.
Sus coordenadas son: latitud 32°30′ N, longitud 45°50′ E.
En 2003, se estima que su población es de 400 000 personas. Es la capital de la provincia conocida desde hace mucho como Al Kut, pero que en los años 1960 cambió de nombre a Wasit.